# Höuvan
Höuvan är en ö i Finland. Den ligger i Norra kvarken och i kommunen Korsholm i den ekonomiska regionen  Vasa i landskapet Österbotten, i den västra delen av landet. Ön ligger omkring 19 kilometer norr om Vasa och omkring 390 kilometer nordväst om Helsingfors.
Öns area är 1,31 kvadratkilometer och dess största längd är 2 kilometer i nord-sydlig riktning. Ön höjer sig omkring 10 meter över havsytan.